# 金井高志
金井 高志（かない たかし、1963年1月24日 - ）は、日本の弁護士、法学者。
専門は民法、知的財産法。学位は、修士（法学）。武蔵野大学教授。元慶應義塾大学法科大学院非常勤講師。東京都江戸川区出身。
著作に『民法でみる法律学習法』、『民法でみる知的財産法』等。

## 経歴
1981年 - 東京都立両国高等学校卒業。
1985年 - 慶應義塾大学法学部卒業。
1987年 - 慶應義塾大学大学院法学研究科修士課程修了。
1989年 - 弁護士登録。
1993年 - 米国コーネル大学法科大学院修士課程修了。
1992年 - 英国ロンドン大学大学院修士課程修了。
2013年 - LINE株式会社 監査役（- 2019）。
2015年 - 武蔵野大学法学部・大学院法学研究科教授。
2019年 - C Channel株式会社 取締役（- 2022年）。

## 著作
- 『民法でみる法律学習法』（日本評論社、2011年、第2版2021年）
- 『民法でみる知的財産法』（日本評論社、2008年、第2版2012年）
- 『民法でみる商法・会社法』（日本評論社、2016年）
- 『ネットショップ開業法律ガイド』（日経BP、2002年）
- 『フランチャイズ契約裁判例の理論分析』（判例タイムズ社、2005年）
- 『妻と夫のためのFC(フランチャイズ)店開業講座』（日本経済新聞出版、1998年）